# Ain Jemaa
Ain Jemaa (en àrab عين الجمعة, ʿAyn al-Jumʿa; en amazic ⵄⵉⵏ ⵊⵎⵄⴰ) és una comuna rural de la prefectura de Meknès, a la regió de Fes-Meknès, al Marroc. Segons el cens de 2014 tenia una població total de 15.265 persones.